# Algenib
Algenib, eller Gamma Pegasi (γ Pegasi, förkortat Gamma Phe, γ Phe)   som är stjärnans Bayer-beteckning, är en pulserande variabel av 53 Persei-typ och Beta Cephei-typ (BCEP/SPB) i stjärnbilden Pegasus.
Stjärnan varierar mellan  visuell magnitud +2,82 och 2,86 med en period av 0,151751 dygn eller 3,6420 timmar.

## Nomenklatur
Gamma Pegasi är stjärnans Bayer-beteckning. Den har också det traditionella namnet Algenib, men detta namn har och Mirfak, eller Alfa Persei, lånat.
År 2016 organiserade Internationella astronomiska unionen en arbetsgrupp för stjärnnamn (WGSN) för att katalogisera och standardisera egennamn för stjärnor. WGSN:s första bulletin i juli 2016 ger en tabell över de två första satserna av namn som godkänts av WGSN, där Algenib ingår för denna stjärna.

## Egenskaper
Gamma Pegasi är en stor stjärna med nästan nio gånger solens massa och nära fem gånger solens radie. Den stellära klassificeringen av B2 IV antyder att detta är en underjättestjärna som genererar energi genom termonukleär fusion av väte i dess kärnan och är på väg att utvecklas bort från huvudserien. Det roterar antingen mycket långsamt utan mätbar rotationshastighet eller annars har den dess rotationsaxel i siktlinjen från jorden. Gamma Pegasi har en total ljusstyrka på 5 840 gånger den hos solen som utstrålas från dess fotosfär vid en effektiv temperatur av ca 21 200 K. Vid denna temperatur lyser stjärnan med en blåvit nyans.